# Курочкин, Владимир Михайлович (Герой Советского Союза)
Владимир Михайлович Курочкин (1913, Екатеринбург, Пермская губерния — 26 июля 1941, Белая Церковь, Киевская область) — старший лейтенант Рабоче-крестьянской Красной Армии, участник советско-финляндсой и Великой Отечественной войн, Герой Советского Союза (1940).

## Биография
Владимир Курочкин родился в 1913 году в Екатеринбурге. После окончания семи классов школы и школы фабрично-заводского ученичества работал модельщиком в модельном цеха заводе «Уралтяжмаш». Параллельно с работой занимался в аэроклубе. В 1935 году Курочкин был призван на службу в Рабоче-крестьянскую Красную Армию. В 1937 году он окончил Борисоглебскую военную авиационную школу лётчиков. Участвовал в боях на озере Хасан. С января 1940 года — в боях советско-финской войны, был командиром звена 7-го истребительного авиаполка 7-й армии Северо-Западного фронта.
21 февраля 1940 года самолёт Курочкина был подбит, но лётчик сумел посадить его на аэродром. Несмотря на сложные погодные условия, Курочкин многократно вылетал на воздушную разведку, всегда возвращаясь с важными данными. 9 марта 1940 года в одном бою он сбил два вражеских самолёта. За время войны он совершил 60 боевых вылетов на штурмовку скоплений финской боевой техники и живой силы, принял участие в ряде воздушных боёв, сбив 3 самолёта противника.

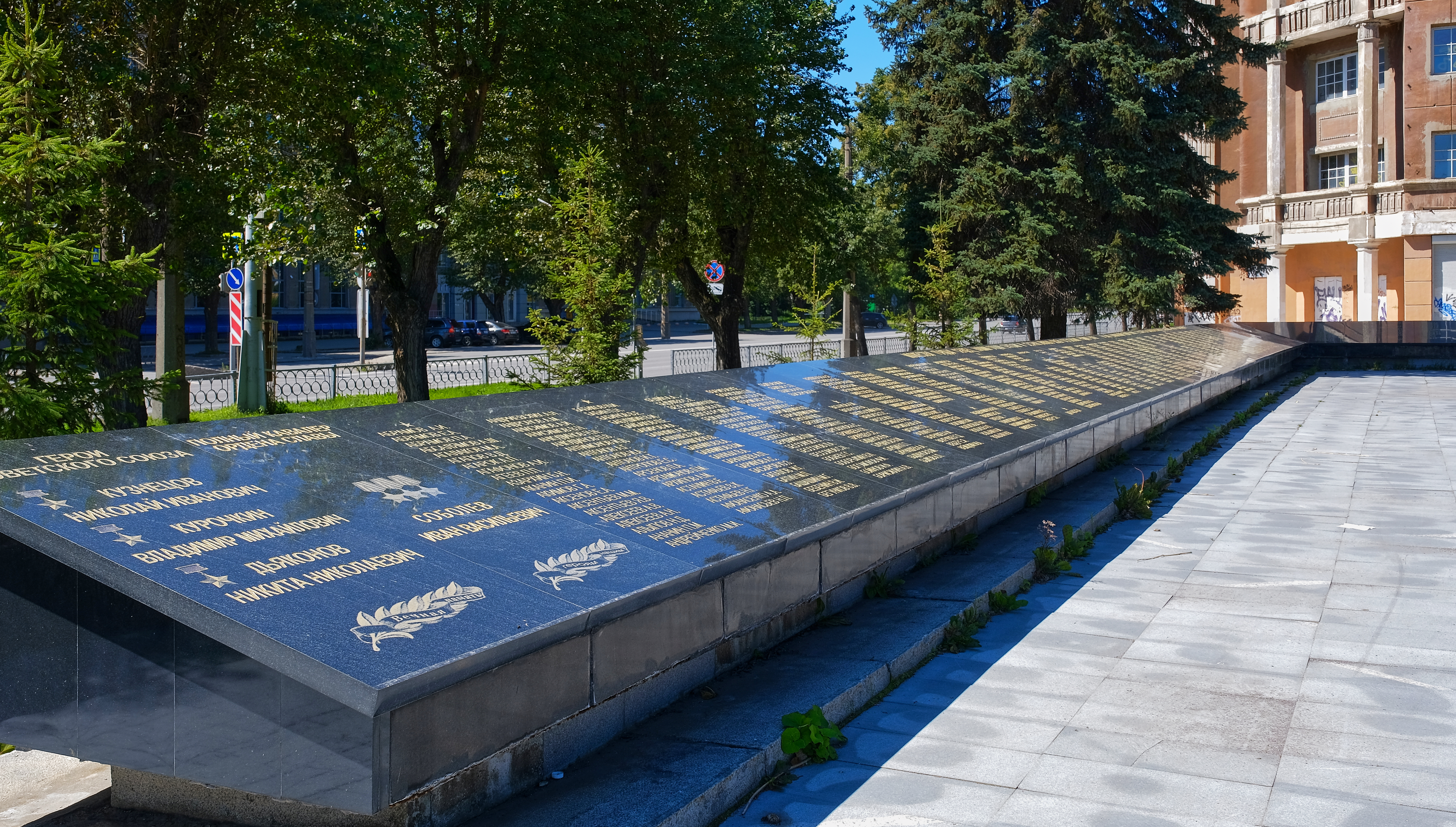
На мемориальной доске памятника в Екатеринбурге

Указом Президиума Верховного Совета СССР от 21 марта 1940 года за «образцовое выполнение боевых заданий командования и проявленные при этом отвагу и геройство» старший лейтенант Владимир Курочкин был удостоен высокого звания Героя Советского Союза с вручением ордена Ленина и медали «Золотая Звезда» за номером 258.
В 1941 году Курочкин окончил первый курс Военно-воздушной инженерной академии.
С начала Великой Отечественной войны — на её фронтах. Командир эскадрильи 91-го истребительного авиационного полка. В. М. Курочкин 26 июля 1941 года погиб в бою на И-153 с Bf.109 из состава II./JG3, в ходе прикрытия авиационного налёта на аэродромы авиаузла Белой Церкви..
Был также награждён орденом Красного Знамени и рядом медалей.

## Память
В Екатеринбурге на здании ГПТУ № 1 имени Героя Советского Союза В. М. Курочкина установлена мемориальная доска.